# Heuringhem
Heuringhem è un comune francese di 1 371 abitanti situato nel dipartimento del Passo di Calais nella regione dell'Alta Francia.

## Storia

### Simboli
Il comune utilizza uno stemma che si può blasonare:
L'erica e la salamandra pezzata si riferiscono alla riserva naturale regionale denominata Réserve naturelle des landes d'Heuringhem.
Nel 1996 gli Archives départementales du Pas-de-Calais avevano proposto al comune l'adozione di uno stemma di verde, allo scudetto d'argento, caricato di una pianta d'erica di rosso, fustata e fogliata del campo, ma questa versione non è stata mai utilizzata.

## Società

### Evoluzione demografica
Abitanti censiti